# Función meromorfa
En análisis complejo, una función meromorfa sobre un subconjunto abierto D del plano complejo es una función que es holomorfa en todo D excepto en un conjunto de puntos aislados, llamados polos de la función. (La terminología viene del Griego clásico “meros”, que significa parte, en contrapunto a “holos”, que significa todo.) Dichas funciones son a veces conocidas como funciones regulares o regulares sobre D.
Toda función meromorfa sobre D puede ser expresada como el cociente entre dos funciones holomorfas (no siendo el denominador la función constante 0) definidas sobre D: los polos de la función meromorfa ocurren en los ceros del denominador.

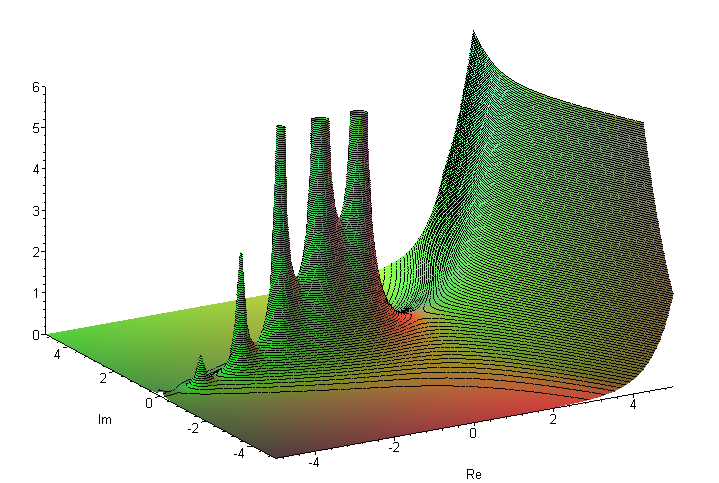
La función gamma es meromorfa en todo el plano complejo.

Intuitivamente, una función meromorfa es un cociente de dos "buenas" funciones (holomorfas). Dicha función seguirá siendo "buena" excepto en los puntos en el que el denominador se anula, en los cuales el valor tiende a infinito. 
Desde un punto de vista algebraico, si D es un espacio conexo, entonces el conjunto de funciones meromorfas es un cuerpo de fracciones del dominio de integridad del conjunto de funciones holomorfas. Esta relación es análoga a la existente entre {\displaystyle \mathbb {Q} }, los racionales, y {\displaystyle \mathbb {Z} }, los enteros.

## Ejemplos
- Toda función racional como:

{\displaystyle f(z)={\cfrac {z^{3}-2z+1}{z^{5}+3z-1}}}
es meromorfa en todo el plano complejo.
- Las funciones

{\displaystyle f(z)={\cfrac {e^{z}}{z}}\quad ,y\quad f(z)={\cfrac {\sin z}{(z-1)^{2}}}}
así como la función gamma y la función zeta de Riemann son meromorfas en todo el plano complejo.
- La función

{\displaystyle f(z)=e^{\frac {1}{z}}}
está definida en todo el plano complejo exceptuando el origen, z=0. Sin embargo, el punto z=0 no es un polo de la función sino una singularidad esencial. Por tanto, esta función no es meromorfa en todo el plano complejo. Sin embargo, es meromorfa (incluso holomorfa) en C-{0}.
- La función logaritmo complejo:

{\displaystyle f(z)=\ln z}
no es meromorfa en todo el plano complejo, ya que no puede ser definida de forma continua en todo el plano y ni siguiera quitando un conjunto de puntos aislados.

## Propiedades
Como los polos de una función meromorfa son aislados, como mucho puede haber una cantidad numerable de ellos. El conjunto de polos puede ser infinito, como se puede ver en la función:
{\displaystyle f(z)={\cfrac {1}{\sin z}}}
Mediante la Extensión analítica para eliminar las singularidades evitables, las funciones meromorfas pueden ser sumadas, restadas, multiplicadas, y el cociente f/g está bien definido a no ser que g(z) = 0 sobre una componente conexa de D. Por lo que, si D es conexo, las funciones meromorfas constituyen un cuerpo, de hecho constituyen una extensión de los complejos.

## Funciones meromorfas sobre superficies de Riemann
En una superficie de Riemann todo punto admite un entorno abierto que es isomorfo a un subconjunto abierto del plano complejo. De este modo la noción de función meromorfa puede ser definida para toda superficie de Riemann.
Cuando el conjunto D es la esfera de Riemann, el cuerpo de funciones meromorfas es simplemente el cuerpo de funciones racionales de una variable sobre el plano complejo, por lo que se puede demostrar que toda función meromorfa sobre la esfera es racional. 
Para toda superficie de Riemann, una función meromorfa es lo mismo que una función holomorfa cuyo espacio de llegada es la esfera de Riemann y que no toma el valor ∞ en todo punto. Los polos corresponden a aquellos números complejos cuya imagen es ∞.
En una superficie de Riemann no compacta, toda función meromorfa puede ser expresada como el cociente de dos (globalmente definidas) funciones holomorfas. En cambio, sobre una superficie de Riemann compacta toda función holomorfa es constante, mientras que siempre existen funciones meromorfas no constantes.
Las funciones meromorfas sobre una curva elíptica se les conoce como funciones elípticas.

## Diversas variables
Con múltiples variables complejas, una función meromorfa se define como el cociente local de dos funciones holomorfas. Por ejemplo, 
{\displaystyle f(z_{1},z_{2})={\cfrac {z_{1}}{z_{2}}}}
es una función meromorfa sobre el espacio afín complejo de dos dimensiones. En este nuevo contexto, no es cierto que cada función meromorfa puede ser pensada como una función holomorfa con valores dentro de la esfera de Riemann: hay un conjunto de indeterminación de codimensión 2 (en el ejemplo que se ha mostrado, este conjunto consiste en el origen (0,0)).
A diferencia de una sola dimensión, en dimensiones más altas existen variedades complejas sobre las cuales no hay ninguna función meromorfa no constante.